# فيكتور ميريك
فيكتور ميريك (بالفرنسية: Victor Méric)‏ هو الاسم المستعار لهنري كودون (10 مايو 1876 - 10 أكتوبر 1933)، هو صحفي فرنسي ومؤلف تحرري، إشتراكي-أناركي لاسلطوي، ساهم في العديد من المجلات الأناركية قبل الحرب العالمية الأولى (1914-1918). على الرغم من كونه من دعاة السلام، فقد خدم في الجيش خلال الحرب. بعد ذلك انضم إلى الحزب الشيوعي الفرنسي، لكنه طُرد في عام 1923 لقناعاته السلمية. كتب عددًا من الكتب، الخيالية وغير الخيالية، وأسس اتحاد المقاتلين من أجل السلام. وكان أحد مؤسسي الرابطة الدولية لمكافحة العسكرية في عام 1904.

## حياته
ولد هنري كودون في مرسيليا في 10 مايو 1876. وانتقل إلى باريس، حيث انضم إلى الدوائر الأناركية واتخذ الاسم المستعار فيكتور ميريك. ساهم في «Le Libertaire صحيفة أناركية فرنكوفونية»، حيث أصبح صديقًا لـ جاستون كوتي وفرناند ديسبريه.

## من مؤلفاته
- «رسالة إلى مجند»، (منشورات الرابطة الدولية لمكافحة الحرب، 1904).
- «كيف نصنع الثورة»، (1910).